# Острів Бофорта
Острів Бофорта (англ. Beaufort Island) — острів в морі Росса, є найпівнічнішим серед островів архіпелагу Росса.
Лежить за 21 кілометрі на північ від мису Берда, північної частини острова Росса. Нанесено на карту Джеймсом Россом в 1841 році під час його експедиції на «Еребусі» і названий на честь сера Френсіса Бофорта, гідрографа королівського ВМФ Великої Британії та творця шкали оцінки швидкості вітру.

## Географія
Острів має вулканічне походження і складений з базальту. У плані має форму півкола, площа острова становить 18,4 км. Найвищою точкою острова, 771 метр над рівнем моря, є пік Патона, названий на честь моряка Джеймса Патона, який брав участь в трьох антарктичних експедиціях. Більшу частину західного узбережжя займають льодові поля, східний і південний берега від льоду переважно вільні, обриваючись в море крутими уступами. Влітку під дією сонця тут утворюються невеликі водойми і струмки з талою водою.